# 日本産業規格（一般機械）の一覧
日本産業規格（一般機械）の一覧は、日本産業規格のB分類（一般機械）の一覧である。
以下を参照。
- 日本産業規格（一般機械）の一覧 (B 0000-0999)
- 日本産業規格（一般機械）の一覧 (B 1000-1999)
- 日本産業規格（一般機械）の一覧 (B 2000-2999)
- 日本産業規格（一般機械）の一覧 (B 3000-3999)
- 日本産業規格（一般機械）の一覧 (B 4000-4999)
- 日本産業規格（一般機械）の一覧 (B 5000-5999)
- 日本産業規格（一般機械）の一覧 (B 6000-6999)
- 日本産業規格（一般機械）の一覧 (B 7000-7999)
- 日本産業規格（一般機械）の一覧 (B 8000-8999)
- 日本産業規格（一般機械）の一覧 (B 9000-9999)